# Grans Festes de l'Església Ortodoxa

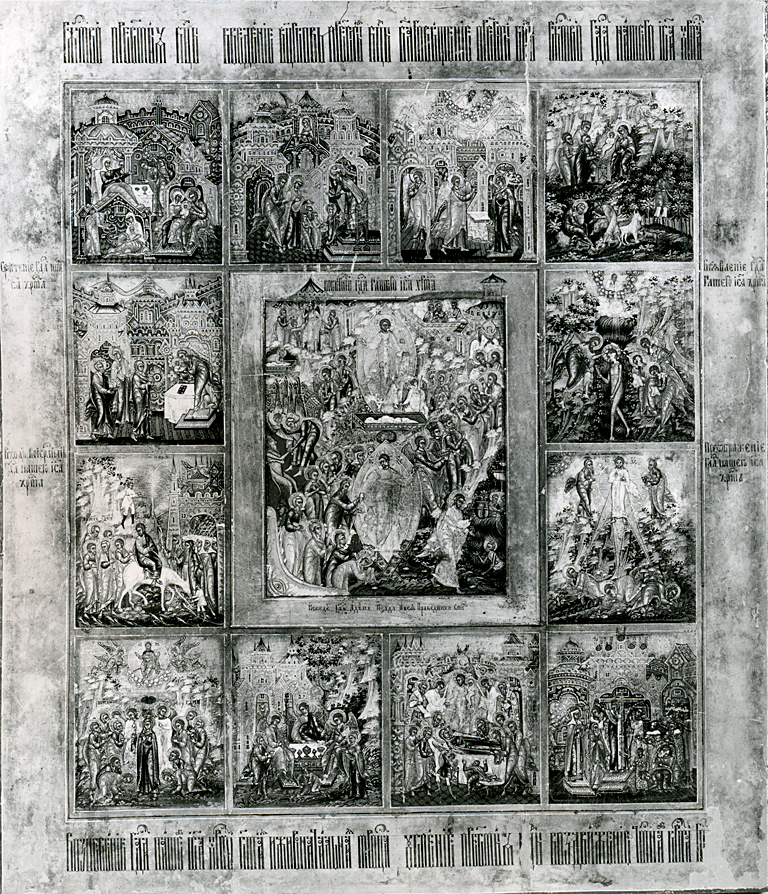
Icona russa anònima del amb la representació de la Resurrecció de Jesús al centre, envoltada de dotze imatges al·lusives a les Dotze Grans Festes de l'Església Ortodoxa. Walters Art Museum, Baltimore

Les Dotze Grans Festes (en grec: Δωδεκάορτον) de l'Església Ortodoxa Oriental estan formades per les celebracions relatives a la Pasqua Ortodoxa, que commemora la Resurrecció de Jesús a més d'altres dies de gran significació per a l'Església. Vuit d'aquestes grans festes són en honor de Jesús, i quatre en honor de Maria, mare de Jesús (Theotokos).
1. 8 de setembre, la Nativitat de la Mare de Déu
2. 1 de setembre, l'Exaltació de la Creu
3. 21 de novembre, la Presentació de la Mare de Déu
4. 25 de desembre, el Nativitat de Jesús / Nadal
5. 6 de gener, el Baptisme de Crist
6. 2 de febrer, Presentació de Jesús al Temple
7. 25 de març, l'Anunciació
8. El diumenge abans de Pasqua o Diumenge de Rams
9. Quaranta dies després de Pasqua o Ascensió de Jesús
10. Cinquanta dies després de Pasqua o Pentecosta
11. 6 d'agost, la Transfiguració de Jesús
12. 15 d'agost, el Dormició de la Mare de Déu o festa de la Mare de Déu

## Nativitat de la Mare de Déu
Els pares de Maria, Joaquim i Anna, eren ancians i havien estat estèrils, si bé ella va néixer en resposta a les seves oracions. Els Cristians ortodoxos no segueixen la doctrina catòlic-romana de la Immaculada Concepció de Maria, que sosté que Maria va ser preservada de l'ancestral pecat que ens afecta a tots com descendents d'Adam i Eva, avançant la seva maternitat sense pecat de Jesús. Creuen que Maria, i de fet tota humanitat, va néixer només per patir les conseqüències de l'ancestral pecat (naixent en un món corrupte envoltat de temptacions de pecar), amb el càstig més gran de tots que és l'esclavitud de la mort i, per tant, es necessita la salvació d'aquesta esclavitud. La doctrina catòlica romana de la Immaculada Concepció també reconeix que Maria necessitava aquesta salvació, veient-la com preservada de caure en comptes de ser arrencada del pecat. El pensament ortodox es qüestiona si Maria mai va tenir pecat, encara que hi ha acord general que va quedar lliure de pecat amb l'Anunciació.

## Exaltació de la Sagrada Creu
L'Exaltació de la Creu commemora la recuperació de la creu en la qual Crist va ser crucificat. Elsperses la varen aconseguir com a botí de guerra a Jerusalem l'any 614, i va ser recuperada per les forces de l'Imperi Romà d'Orient el 629. La creu fou reinstaurada per a veneració dels fidels cristians després de la seva recuperació.

## Presentació de la Mare de Déu
Segons la tradició, Maria va ser presentada al Temple de Jerusalem quan era una noia jove, on va viure i servir fins al seu desposori amb Josep.

## Nativitat del Senyor
Festivitat de Nadal que se celebra el 25 de desembre. Es narra a l'Evangeli Lluc 2:1-20 i comença amb el viatge a Betlem de Josep i Maria per ser censats seguint l'ordre del Cèsar Romà, August. En el camí, busquen un lloc perquè Maria doni a llum al seu nen, però totes les fondes són plenes i l'únic lloc adequat era una cova per guarir animals (presentada com a estable a la majoria de descripcions occidentals). La Mare de Déu va donar a llum sense dolor ni esforç mantenint-se verge després del part.

## Teofania (Baptisme del Senyor)
Aquesta festivitat commemora el baptisme de Jesús per Joan Baptista al riu Jordà, i el començament de ministeri terrenal de Crist.［Mateu 3:13-17］
［Marc 1:9-11］ És coneguda pels ortodoxos indistintament com epifania i teofania ('manifestació de Déu').

## Presentació del Senyor
Maria i Josep varen portar Jesús al Temple de Jerusalem, on va ser rebut en braços de l'ancià Simeó, qui va pregar pregar, "Ara deixa que aquest servent marxi en pau,...Perquè he vist el Salvador". Adreçant-se cap a Maria li va vaticinar que a causa de la seva lluita, "..una espasa et traspassarà l'ànima", en referència al dolor de Maria per la mort del seu fill.［Lluc 2:22-35］

## Anunciació
L'anunciació és la vinguda de l'arcàngel Gabriel per comunicar a la Verge Maria que seria mare de Jesús, encara que no hagués tingut relacions sexuals, per obra de l'Esperit Sant. Ha esdevingut una escena clàssica per a l'art europeu. La festa de l'Anunciació se celebra el 25 de març (just nou mesos abans de Nadal) i constitueix un dels goigs.
La primera versió de la història apareix a l'evangeli deLluc 1:26-38 Als evangelis apòcrifs també apareix l'escena, així com a l'Alcorà. En la vinguda, l'àngel també anuncia el naixement de Joan Baptista, fill d'una parenta de Maria, a qui ella va a veure després de sentir la notícia.

## Entrada a Jerusalem (diumenge de Rams)
Pocs dies abans de la seva crucifixió, Jesús va ser rebut entre aclamacions a la seva entrada a Jerusalem muntat sobre un jove ruc. Les multituds van tirar branques de palma en el seu camí, amb joia, i fins i tot els nens van cridar elogis cap a Ell. L'església ortodoxa celebra aquest dia amb alegria, però amb el coneixement dels tristos esdeveniments que aviat vindran. Entre el russos ortodoxos, fan servir branques de gatsaule en substitució de les de Palma per la manca de disponibilitat d'arbres a la seva zona.［Mateu 21:1-11］

## Ascensió
Quaranta dies després de la Resurrecció,［Lluc 24:50-51］ quan estava amb els seus deixebles, Crist va ascendir al cel,［Marc 1:16-19］ agafant El seu lloc a la dreta del Pare, tal com es va ratificar al Credo de Nicea. Mentre els deixebles encara miraven Jesús a l'aire, va aparèixer un àngel i els va dir que el Senyor retornaria una altra vegada de la mateixa manera com l'havien vist pujar al cel.［Fets dels Apòstols 1:9-11］

## Pentecosta
Cinquanta dies després del Resurrecció, en l'existent festa jueva de la Pentecosta, mentre els deixebles i molts altre seguidors de Jesús es varen reunir per pregar, l'Esperit Sant va descendir sobre ells en forma de "llengües de foc", amb el so d'un fort vent, i van començar a parlar en llengües que no sabien abans. Hi havia molts visitants de la diàspora jueva a Jerusalem per l'observança jueva de la festa, i varen quedar sorpresos en sentir aquests pescadors sense formació pronunciant elogis a Déu en llengües estrangeres.［Fets dels Apòstols 2:1-11］

## Transfiguració
Jesús havia anat amb els seus deixebles, els apòstols Pere, Jaume, i Joan al Mont Tabor. L'aspecte de Crist va canviar mentre el miraven esdevenint una figura radiant magnífica. Junt a ell s'aparegueren Elies i Moisès, parlant amb Jesús. Els deixebles estaven sorpresos i terriblement temorosos. Aquests esdeveniment representaria la divinitat de Crist, de manera que els deixebles entendrien posteriorment que la seva Ascensió era veritablement el radiant esplendor del Pare, i que la seva Passió era la seva voluntat.［Marc 9:2-9］

## Dormició de la Mare de Déu
La festa ortodoxa de la Dormició de la Mare de Déu és anàloga a la que els catòlics anomenen Assumpció de Maria. Segons la tradició ortodoxa, Maria va morir com tota la humanitat, "caient adormida", per dir-ho figuradament, tal com indica el nom de la festa. Els teòlegs catòlics es mostren dividits sobre si Maria va morir. Avui la majoria afavoririen una mort real abans de l'Assumpció. Els Apòstols varen ser miraculosament convocats a aquest esdeveniment, i tots hi varen ser present excepte Tomàs quan Maria va traspassar i va ser enterrada. Tomàs va arribar tres dies més tard, i per poder veure-la un cop més, va convèncer la resta d'apòstols per obrir la seva tomba, on varen descobrir amb sorpresa, que el seu cos ja no hi era allà.
Aquest esdeveniment és considerat com el primer símbol de la resurrecció dels fidels que es produirà a la Segona Vinguda de Crist. L'esdeveniment és normalment anomenada "Dormició", encara que hi ha moltes Esglésies ortodoxes amb el nom de "Assumpció". En grec, "Dormició" és Kimisis (quedar dormit en la mort) derivada de koimeterion (dormitori), font per la paraula "cementiri".